# National Natural Landmark

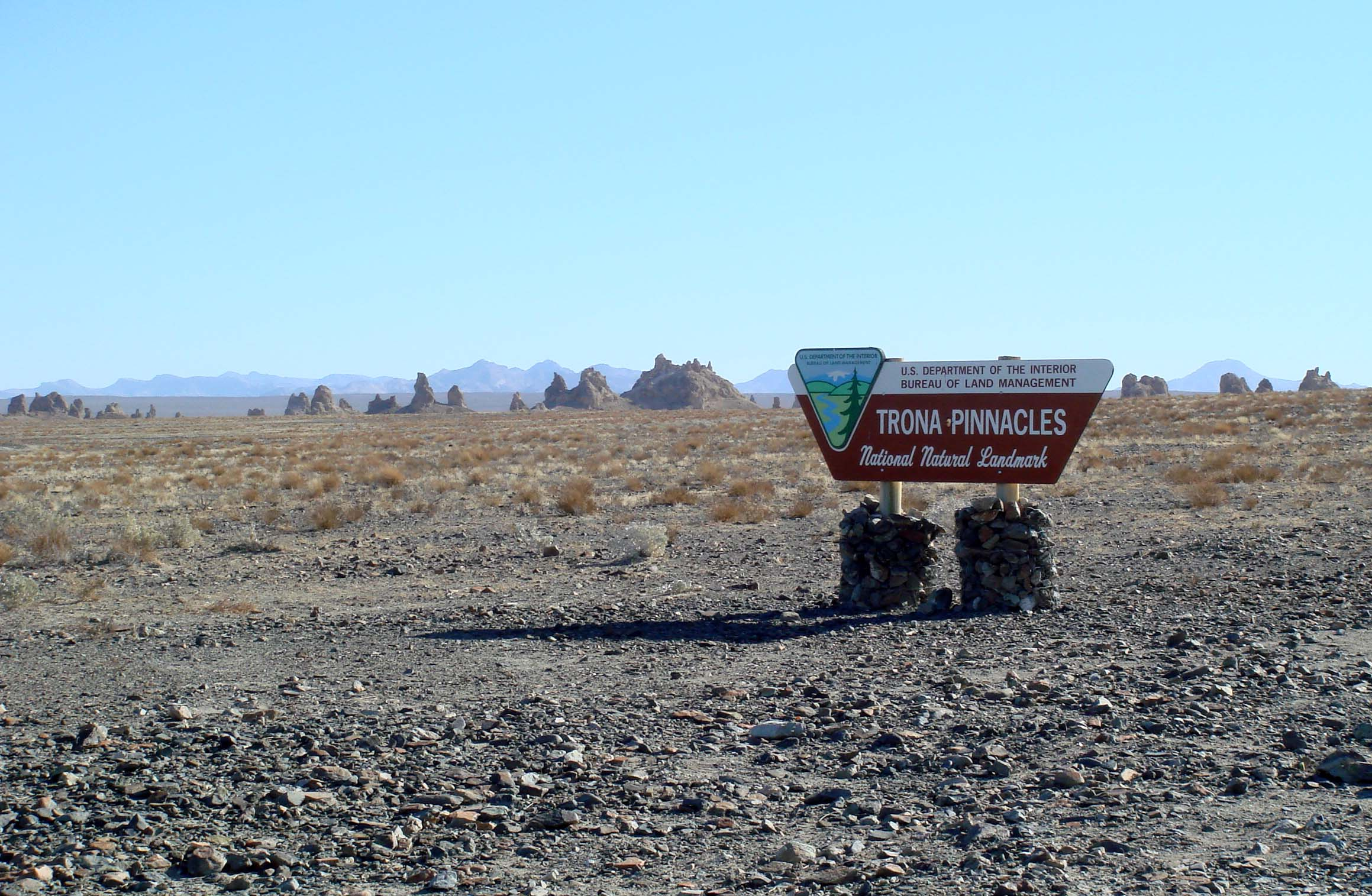
NNL-Tafel für die Trona Pinnacles

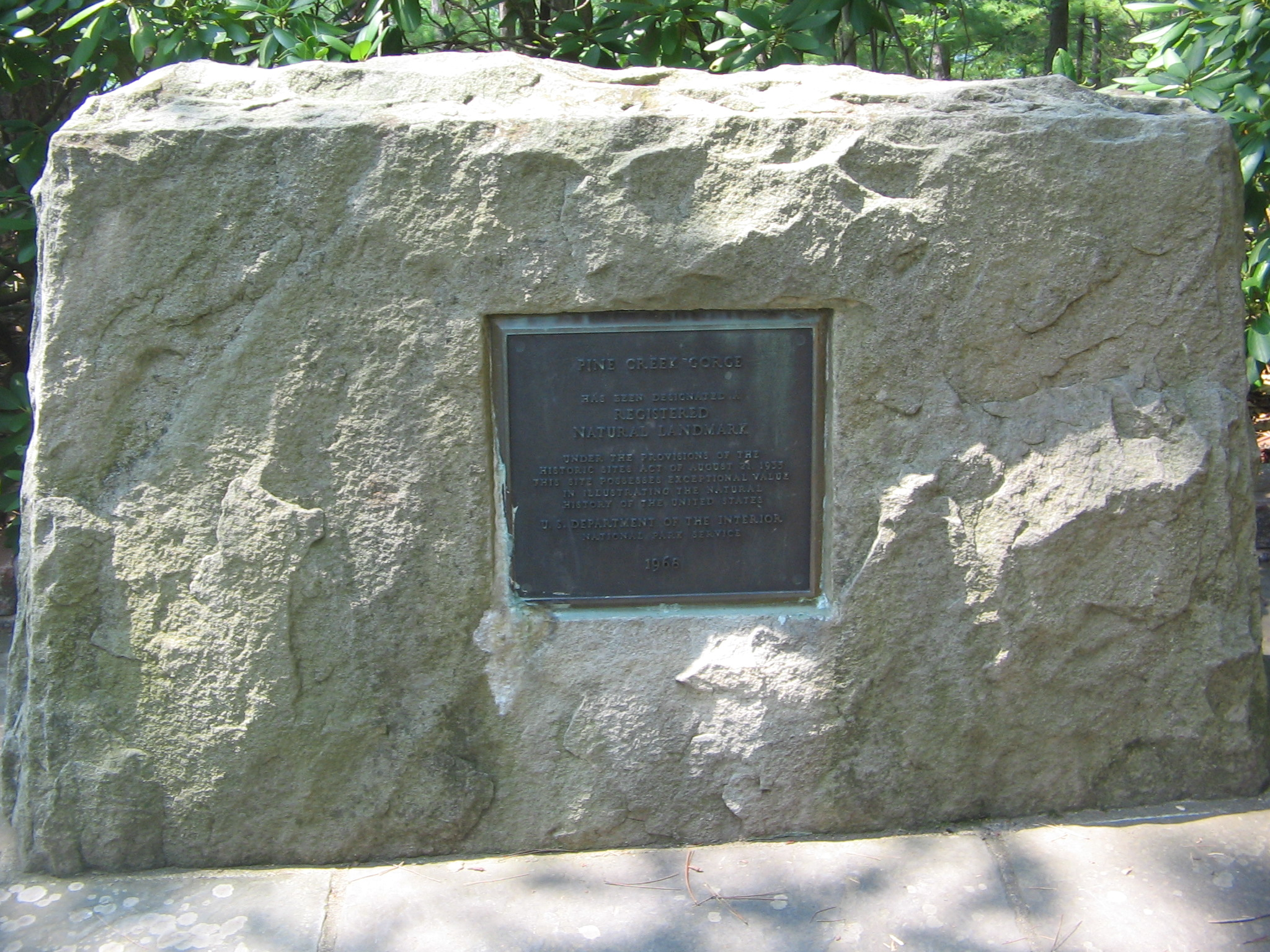
NNL-Schild im Leonard Harrison State Park

National Natural Landmarks (NNL, deutsch Nationale Naturdenkmäler) sind geologische und ökologische Objekte in den Vereinigten Staaten, die vom US-Innenministerium als bedeutend für die Naturgeschichte des Landes eingestuft wurden. Das Programm wurde am 18. Mai 1962 vom damaligen US-Innenminister Stewart Udall ins Leben gerufen. Die als National Natural Landmarks ausgewiesenen Objekte können sich sowohl in öffentlichem wie auch in privatem Besitz befinden.
Die Liste der National Natural Landmarks umfasst 599 Objekte (Stand: Mai 2020) in den Bundesstaaten und den Außengebieten Amerikanisch-Samoa, Guam, Puerto Rico und den Amerikanischen Jungferninseln. Einzig in den Bundesstaaten Delaware und Louisiana befinden sich keine National Natural Landmarks. Etwa die Hälfte der ausgewiesenen Objekten befindet sich im Besitz öffentlicher Stellen, also in Bundes-, Staats-, County- oder Gemeindebesitz, ein Drittel ist alleinig im Besitz von Privatleuten und der Rest befindet sich gemischt auf öffentlichen als auch privaten Land. Aus diesem Grund sind einige Objekte nicht öffentlich zugänglich.
Verwaltet wird das National Natural Landmarks Program vom National Park Service, der die Besitzer der Objekte im Bedarfsfall auch bei Schutz und Erhalt derselben unterstützt.
Die rechtliche Grundlage für die Befugnisse des Bundes bildet der Historic Sites Act aus dem Jahr 1935. National Natural Landmarks genießen nicht den Schutzstatus, der im National Historic Preservation Act von 1966 festgelegt wurde. Eine Ausweisung als NNL bedeutet somit nur ein Abkommen mit dem Besitzer, die bedeutenden Eigenschaften des jeweiligen Objekts falls möglich zu erhalten. Verwaltung und Erhalt der Landmarks liegen allein in der Verantwortung der Besitzer. Das Abkommen kann von beiden Parteien gekündigt werden.

## Überblick der National Natural Landmarks
Diese Liste gibt einen Überblick über die Verteilung und anzahl der National Natural Landmarks in den Bundesstaaten beziehungsweise Außengebieten. Zu den jeweiligen Objekten siehe die Liste des zugehörigen Gebietes.
|    | Bundesstaat oder Territorium | Anzahl der National Natural Landmarks | Bild |
| -- | ---------------------------- | ------------------------------------- | ---- |
| 1  | Alabama                      | 7                                     |      |
| 2  | Alaska                       | 16                                    |      |
| 3  | Amerikanisch-Samoa           | 7                                     |      |
| 4  | Arizona                      | 10                                    |      |
| 5  | Arkansas                     | 5                                     |      |
| 6  | Colorado                     | 15                                    |      |
| 7  | Connecticut                  | 8                                     |      |
| 8  | Delaware                     | 0                                     |      |
| 9  | Florida                      | 18                                    |      |
| 10 | Georgia                      | 11                                    |      |
| 11 | Guam                         | 4                                     |      |
| 12 | Hawaii                       | 7                                     |      |
| 13 | Idaho                        | 11                                    |      |
| 14 | Illinois                     | 18                                    |      |
| 15 | Indiana                      | 30                                    |      |
| 16 | Iowa                         | 7                                     |      |
| 17 | Kalifornien                  | 36                                    |      |
| 18 | Kansas                       | 5                                     |      |
| 19 | Kentucky                     | 7                                     |      |
| 20 | Louisiana                    | 0                                     |      |
| 21 | Maine                        | 14                                    |      |
| 22 | Maryland                     | 6                                     |      |
| 23 | Massachusetts                | 11                                    |      |
| 24 | Michigan                     | 12                                    |      |
| 25 | Minnesota                    | 8                                     |      |
| 26 | Mississippi                  | 5                                     |      |
| 27 | Missouri                     | 16                                    |      |
| 28 | Montana                      | 10                                    |      |
| 29 | Nebraska                     | 5                                     |      |
| 30 | Nevada                       | 6                                     |      |
| 31 | New Hampshire                | 11                                    |      |
| 32 | New Jersey                   | 11                                    |      |
| 33 | New Mexico                   | 12                                    |      |
| 34 | New York                     | 28                                    |      |
| 35 | North Carolina               | 13                                    |      |
| 36 | North Dakota                 | 4                                     |      |
| 38 | Ohio                         | 23                                    |      |
| 39 | Oklahoma                     | 3                                     |      |
| 40 | Oregon                       | 11                                    |      |
| 41 | Pennsylvania                 | 27                                    |      |
| 42 | Puerto Rico                  | 5                                     |      |
| 43 | Rhode Island                 | 1                                     |      |
| 44 | South Carolina               | 6                                     |      |
| 45 | South Dakota                 | 13                                    |      |
| 46 | Tennessee                    | 13                                    |      |
| 47 | Texas                        | 20                                    |      |
| 48 | Utah                         | 4                                     |      |
| 49 | Vermont                      | 12                                    |      |
| 50 | Amerikanische Jungferninseln | 7                                     |      |
| 51 | Virginia                     | 10                                    |      |
| 52 | Washington                   | 18                                    |      |
| 53 | Washington D.C.              | 0                                     |      |
| 54 | West Virginia                | 15                                    |      |
| 55 | Wisconsin                    | 18                                    |      |
| 56 | Wyoming                      | 6                                     |      |